# Таврійський військовий округ
Таврі́йський військо́вий о́круг (ТаВО) — одиниця військово-адміністративного поділу в СРСР, один із військових округів, що існував у період з 1945 по 1956. Управління округу знаходилося в місті Сімферополь.

## Історія
Таврійський військовий округ був утворений 9 липня 1945 року на території, що включала Кримську область РРФСР, Запорізьку і Херсонську області Української РСР.
Управління округу сформоване на базі польових управлінь Окремої Приморської армії і 22-ї армії.
4 квітня 1956 року округ був розформований. Територія і війська передані до складу Одеського військового округу.

## Командування

### Командувачі військ округу
- Генерал-лейтенант Мельник Кіндрат Семенович (липень 1945 — травень 1946)
- Генерал-полковник, з серпня 1953 року генерал армії Попов Маркіан Михайлович (травень 1946 — липень 1954)
- Генерал-лейтенант Фоменко Сергій Степанович (липень — вересень 1954)
- Генерал-полковник Людников Іван Ілліч (вересень 1954 — червень 1956)

### Начальники штабу округу
- Генерал-майор Єпанченков Семен Семенович (липень 1945 — липень 1946)
- Генерал-лейтенант Буховець Георгій Климентійович (липень 1946 — лютий 1947)
- Генерал-лейтенант Мельник Кіндрат Семенович (лютий 1947 — грудень 1951)
- Генерал-майор, з серпня 1953 року генерал-лейтенант Ледньов Іван Іванович (грудень 1951 — жовтень 1955)
- Генерал-майор Франчук Олексій Захарович, т.в.о. (жовтень — грудень 1955)
- Генерал-майор Дзабахідзе Валеріан Сергійович, т.в.о. (грудень 1955 — січень 1956)
- Генерал-лейтенант Глуздовський Володимир Олексійович (січень — червень 1956)

### Члени Військової ради округу
- Генерал-майор Катков Анатолій Михайлович (липень 1945 — червень 1947)
- Генерал-лейтенант Запорожець Олександр Іванович (червень 1947 — липень 1949)
- Генерал-майор Поморцев Володимир Євграфович (липень 1949 — липень 1950)
- Генерал-майор, з вересня 1954 року генерал-лейтенант Савков Микола Никифорович (липень 1950 — червень 1956)

### Начальники Політичного управління військового округу
- Полковник Громов Олександр Георгійович (квітень 1950 — листопад 1954)